# Barosaurus
Barosaurus a fost un dinozaur uriaș, cu coadă lungă, cu gât lung, mâncător de plante, strâns înrudit cu mai familiarul Diplodocus. Au fost găsite rămășițe în formațiunea Morrison din perioada jurasică superioară din Utah și Dakota de Sud. Este prezent în zonele stratigrafice 2-5.
Termenul compus Barosaurus provine din cuvintele grecești barys (βαρυς) care înseamnă „greu” și sauros (σαυρος) care înseamnă „șopârlă”; astfel „șopârlă grea”.